# Seznam jazykových rodin
Následující rodiny jsou seřazeny podle zeměpisného hlediska bez ohledu na jejich případnou mezirodinovou příbuznost.

## RodinyEvropy, severní, západní a jižníAsie
- indoevropské jazyky
  - anatolské jazyky †
  - indoíránské jazyky
  - helénské jazyky
  - italické jazyky
    - románské jazyky

  - keltské jazyky
  - germánské jazyky
  - arménština
  - tocharské jazyky †
  - balto-slovanské jazyky
  - albánština
- uralské jazyky
  - ugrofinské jazyky
  - samojedské jazyky
- jukagirské jazyky (někdy řazeny k uralským jazykům)
- altajské jazyky (někdy včetně japonských-rjúkských jazyků, korejštiny a Ainštiny)
  - turkické jazyky
  - tunguzské jazyky
  - mongolské jazyky
- severokavkazské jazyky
  - severozápadokavkazské jazyky
  - severovýchodokavkazské jazyky
  - churitsko-uraratské jazyky (†)
- jihokavkazské jazyky (kartvelské jazyky)
- dené-jenisejské jazyky (Jazyky na-dené jsou rozšířeny v Americe)
  - jenisejské jazyky
- čukotsko-kamčatské jazyky
- eskymácko-aleutské jazyky
  - eskymácké jazyky (někdy považované za samostatný jazyk)
  - aleutština (někdy považovaná za skupinu jazyků)
- drávidské jazyky
- elamitské jazyky (†) (snad příbuzné drávidským)
- tyrhenské jazyky (†) (snad příbuzné indoevropským a etruštině)

## Rodiny východní a jihovýchodní Asie aPacifiku
- sinotibetské jazyky
  - Čínské jazyky
  - Tibetobarmské jazyky
- japonsko-rjúkjúské jazyky (jazyky fuyu; někdy bývají řazeny k altajským jazykům)
  - Japonština
  - Rjúkjúské jazyky
- austroasijské jazyky
  - mundské jazyky
  - monsko-khmerské jazyky
- austronéské jazyky
  - paiwanské (Tchaj-wan) a malajsko-polynéské jazyky
  - zbývající jazyky původních obyvatel Tchaj-wanu
- tajsko-kadajské jazyky
- jazyky hmong-mien (miao-jao)
- andamanské jazyky
  - velkoandamanské jazyky
  - jihoandamanské jazyky (také pod názvem onge-jarawa)
  - sentinelština – neprozkoumaný jazyk

## Rodiny severníAfrikya jihozápadníAsie
- afroasijské (hamitosemitské) jazyky
  - semitské jazyky
  - berberské jazyky
  - kušitské jazyky
  - čadské jazyky
  - Omotské jazyky

## Rodiny subsaharskéAfriky
- nigerokonžské jazyky (někdy nigerokordofánské či kongo-kordofánské jazyky)
  - atlantské jazyky
  - voltajské jazyky
  - mandingské jazyky
  - kwaské jazyky
  - bantuské jazyky (jazyky Benue-Kongo)
  - adamvskovýchodní jazyky
  - kordofánské jazyky
- nilosaharské jazyky
- kojsanské jazyky
  - jazyky sandawe a hadza (sv. Afrika)
  - jazyky křováků a hotentotů (jižní Afrika)

## Rodiny původních obyvatelAmeriky
Počet rodin indiánských jazyků se obvykle stanovuje přibližně na 86. To je způsobeno hlavně rozdrobeností a různorodostí obyvatelstva. Uvádíme proto pouze základní přehled.
- eskymácko-aleutské jazyky
- indiánské jazyky
  - jazyky Severní Ameriky
    - dené-jenisejské jazyky
      - jazyky na-dené (např. navažština)

    - makro-algonkinský kmen
      - algické jazyky
        - algonkinské jazyky (např. kríjština, arapažština)

      - jazyky muskogí

    - makro-siuský kmen
      - siusko-katóbské jazyky (sújsko-katóbské j., siouxsko-katóbské j.) 
        - siuské jazyky (např. lakotština)

      - irokézské jazyky
      - jazyky kaddo

    - jazykový kmen hoka
      - jazyky juma
      - jazyky pomo

    - penutijský kmen
      - jazyky sahaptin-nez percé

    - aztécko-tanoský kmen
      - kajova-tanoské jazyky (j. kiowa-tano) (např. kajovština)
      - juto-aztécké jazyky (např. komančština)

  - mezoamerické jazyky
    - penutijský kmen
      - mayské jazyky
      - totonacké jazyky
      - jazyky miše-soke

    - aztécko-tanoský kmen
      - juto-aztécké jazyky (např. nahuatl (aztéčtina))

    - jazykový kmen oto-mangue
      - jazyky otomí-pame
      - olmécké jazyky (popolocké j.)
      - mištécké jazyky (mixtecké j.)
      - zapotécké jazyky

    - makro-čibčský kmen
      - jazyky misumalpa

  - jazyky Jižní Ameriky
    - makro-čibčský kmen
    - žé-pano-karibský kmen
    - andsko-ekvatoriální kmen
      - kečumaránské jazyky (např. kečuánština, ajmarština)
      - jazyky tupí (např. guaraní)

## Rodiny původních obyvatelAustrálie,Tasmánie,Papuy Nové Guineya přilehlých ostrovů
Obvykle se rozlišuje 16 původních australských jazykových rodin a 16 rodin papuánských jazyků. Uvádíme proto pouze základní přehled.
- austrálské jazyky
  - pama-nyunganské jazyky a další
- tasmánské jazyky (†)
- papuánské jazyky
  - rodina trans-novoguinejská a další

## Izolované jazyky
Izolované jazyky jsou jazykovými rodinami o jednom jazyku a je jich okolo 88 (bez původních jazyků Ameriky, Austrálie a Papuy pouze zhruba 14, např. burušaski, baskičtina, nihali, kusunda, ainština a některé vymřelé, např. sumerština).

## Tradiční, geografické jazykové skupiny ajazykové svazy
- kavkazské jazyky – severozápadokavkazské jazyky, severovýchodokavkazské jazyky a jihokavkazské jazyky
- paleoasijské (paleosibiřské) jazyky – čukotsko-kamčatské jazyky, jukagirské jazyky, jenisejské jazyky, giljačtina a ainština

## Navrhované jazykové nadrodiny
- uralsko-altajská – uralské jazyky, jukagirština, altajské jazyky a japonština s korejštinou
- pontská – sdružuje indoevropské jazyky a severozápadokavkazské jazyky
- euroasijská – zahrnuje indoevropskou, altajskou, uralskou, eskymo-aleutskou a čukotsko-kamčatskou jazykovou rodinu a (někdy i) některé starověké jazyky Středomoří, jako byla např. etruština.
- nostratická – euroasijské jazyky, kartvelské jazyky, drávidské a vymřelá elamština (někdy), starověká sumerština (někdy) a afroasijské jazyky
- amerindská – indiánské jazyky kromě skupiny na-dené
- dené-kavkazská – sinotibetské jazyky, jazyky na-dené, severokavkazské jazyky, burušaskí, kušunda[nedostupný zdroj], jenisejské jazyky, baskičtina a (někdy) starověká sumerština, churritština či některé starověké jazyky Středomoří, jako byla např. etruština.
- austrická – austroasijské jazyky, austronéské jazyky, tajsko-kadajské jazyky a hmong-mienské jazyky (případně i včetně jazyka nahali a ainštiny)
- indopacifická – zahrnuje papuánské jazyky, andamanské jazyky a vymřelé tasmánské jazyky
- austrálská – rodina pama-nyungan a další jazyky původních austrálců kromě tasmánských
- egejská – skupina vymřelých jazyku Středomoří, zahrnující např. etruštinu a mínojštinu

## Kreolské jazyky,pidginyaobchodní jazyky
- chinook žargon
- havajská kreolština
- haitská kreolština
- kriol
- Tok Pisin

## Umělé jazyky
Kromě výše uvedených jazyků, které vznikly spontánně na základě potřeby dorozumívání se hlasem, existují také jazyky, které byly vytvořeny uměle.
- Mezinárodní pomocné jazyky
  - Volapük (první mezinárodní umělý jazyk, vrchol rozvoje 1879–1890).
  - Esperanto, (aktivně jej používají asi 2 miliony lidí, stovky lidí jej mají jako rodný)
  - Ido reformované esperanto, aktivně ho používá cca 500 lidí.
  - Novial sólový projekt reformy ido, autorem byl dánský lingvista Otto Jespersen
  - Occidental neboli Interlingue, dnes již neužívaný umělý jazyk, jehož autorem byl Estonec Edgar de Wahl.
  - Interlingua
  - Basic English je 850 speciálně vybraných anglických slov. Na podobném principu, ne však tak striktním je založena Simple English Wikipedia.
  - Slovio je umělý jazyk na základě zobecnění slovanských jazyků, který v roce 1999 vytvořil Mark Hucko.
  - Mezislovanština - Interslavic (medžuslovjanština, mezislovanština)
  - Toki pona v roce 2001 prezentovala kanadská lingvistka Sonja Elen Kisa.
- Sci-fi a fantasy jazyky
  - Středozemě (z knih J. R. R. Tolkiena)
    - Quenya (kwenyjština)
    - Sindarin

  - Star Trek
    - Klingonština
- Programovací jazyky